# Geratshofen (Schwarzhofen)
Geratshofen ist ein Ortsteil der Gemeinde Schwarzhofen im Oberpfälzer Landkreis Schwandorf in Bayern.

## Geographische Lage
Geratshofen befindet sich ungefähr 5 Kilometer südwestlich von Schwarzhofen zwischen Steinriegel und Bursching inmitten eines ausgedehnten Waldgebietes auf dem Westhang eines Höhenrückens, der sich in Nordwest - Südostrichtung zwischen Schwarzach und Auerbach hinzieht.
Er wird von folgenden Bergen gebildet (von Nord nach Süd): Stab-Berg (465 m), Herzog-Berg (516 m), Tannen-Berg (535 m), Buchen-Berg (526 m), Atlas-Berg (568 m), Steinriegel (541 m) und Bursching (496 m). 

## Geschichte

### Anfänge bis 18. Jahrhundert
Geratshofen (auch: Gerhardishove, Gerizhof, Gerezhof, Gerazhof, Geratshof) wurde um 1200 im Zusammenhang mit einer Schenkung an das Kloster Reichenbach erstmals schriftlich erwähnt.
In den Musterungsregistern wurden für Geratshofen 1522 drei Mannschaften und 1572 vier Mannschaften erfasst.
1622 wird Geratshofen mit einem Hof, zwei Gütern und einer Sölde aufgeführt.
1630 gehörten zwei Höfe in Geratshofen dem Kloster Reichenbach.
Für den Zeitraum von 1631 bis 1762 wird Geratshofen immer zusammen mit dem benachbarten Mallersdorf verzeichnet, so dass nur die Summen für diese beiden Dörfer verfügbar sind:
- 1631: ein Hof, zwei Güter, ein Häusel, ein Inwohner (Hütmann), 17 Rinder und zwei Schweine.
- 1661: ein Hof, zwei Güter, ein Häusel, ein Inwohner (Hütmann), 19 Rinder, drei Schweine und 5 Ziegen.
- 1762: 7 Anwesen, ein Nebenhäusl, ein Hüthaus, 6 Inwohner (darunter zwei Tagwerker und ein Hüter), 13 Herdstätten.[5]

Ende des 18. Jahrhunderts gab es in Geratshofen 7 Anwesen, zwei davon zum Kloster Reichenbach grundbar.

### 19. Jahrhundert bis Gegenwart
Entsprechend einer Verordnung von 1808 wurde das Landgericht Neunburg vorm Wald in 55 Steuerdistrikte unterteilt.
Dabei bildete Grasdorf mit den Ortschaften Demeldorf, Geratshofen, Höfen bei Grasdorf und Mallersdorf einen Steuerdistrikt.
Geratshofen hatte zu dieser Zeit 7 Anwesen und 41 Einwohner.
1820 wurden Ruralgemeinden gebildet.
Dabei entstand die Ruralgemeinde Demeldorf, die aus den Ortschaften Demeldorf mit 7 Familien, Geratshofen mit 7 Familien, Grasdorf mit 6 Familien, Höfen bei Grasdorf mit drei Familien und Mallersdorf mit vier Familien bestand.
Zum Stichtag 23. März 1913 (Osterfest) wurde Geratshofen als Teil der Pfarrei Schwarzhofen mit 8 Häusern und 44 Einwohnern aufgeführt.
Bei der Eingliederung der Gemeinde Demeldorf in die Gemeinde Schwarzhofen 1960 gelangte Geratshofen zur Gemeinde Schwarzhofen.
Am 31. Dezember 1990 hatte Geratshofen 32 Einwohner und gehörte zur Pfarrei Schwarzhofen.